# Samotář Jim
Samotář Jim (v anglickém originále Lonesome Jim) je americký hraný film. Natočil jej režisér Steve Buscemi podle scénáře Jamese C. Strouse. Jde o první celovečerní film, který Buscemi režíroval a sám v něm nehrál. Hlavní roli ve filmu ztvárnil Casey Affleck. Dále v něm hráli například Kevin Corrigan, Seymour Cassel, Liv Tyler a Mark Boone Junior. Malou roli ve filmu měl také režisérův bratr Michael Buscemi. Hudbu k filmu složil Evan Lurie. Snímek měl premiéru 22. ledna 2005 na Filmovém festivalu Sundance.